# Franziska zu Reventlow

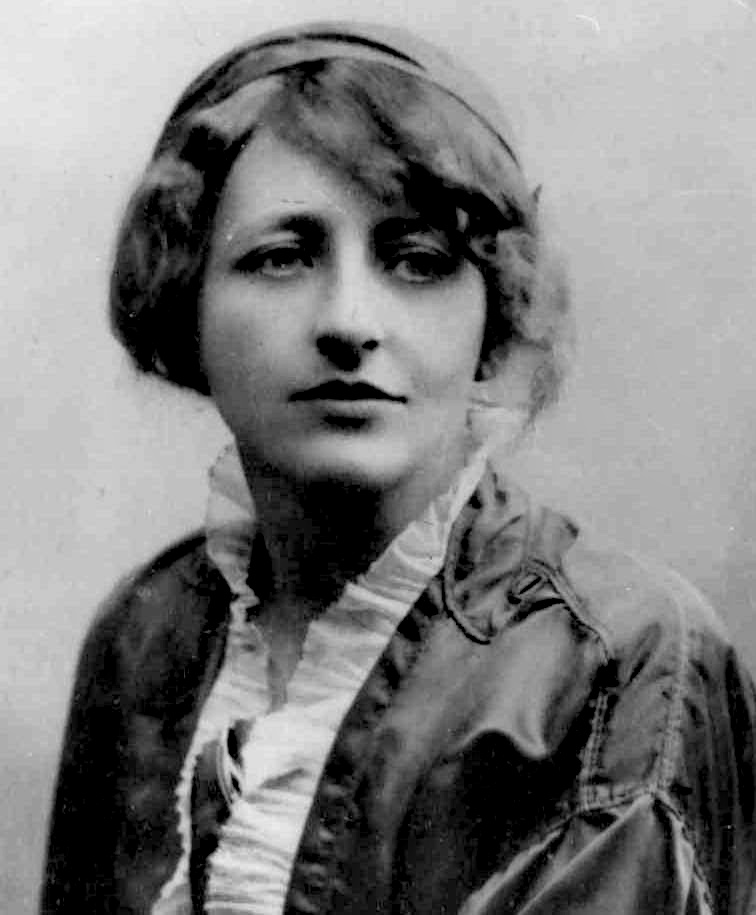
Franziska Gräfin zu Reventlow, um 1900

Franziska Gräfin zu Reventlow (geboren am 18. Mai 1871 in Husum; gestorben am 26. Juli 1918 in Locarno, Schweiz) war eine deutsche Schriftstellerin, Übersetzerin und Malerin. Sie wurde berühmt als „Skandalgräfin“ oder „Schwabinger Gräfin“ der Münchner Bohème und als Autorin des Schlüsselromans Herrn Dames Aufzeichnungen (1913).
Ihr vollständiger Geburtsname lautet Fanny Sophie Auguste Liane Adrienne Wilhelmine Gräfin zu Reventlow. Zu Lebzeiten veröffentlichte sie unter der Verfasserangabe F. Gräfin zu Reventlow. Seit der Werkausgabe von 1925 erscheint sie in Buchtiteln und Literatur als Franziska Gräfin zu Reventlow oder Franziska zu Reventlow (siehe auch Namensfragen).

## Leben

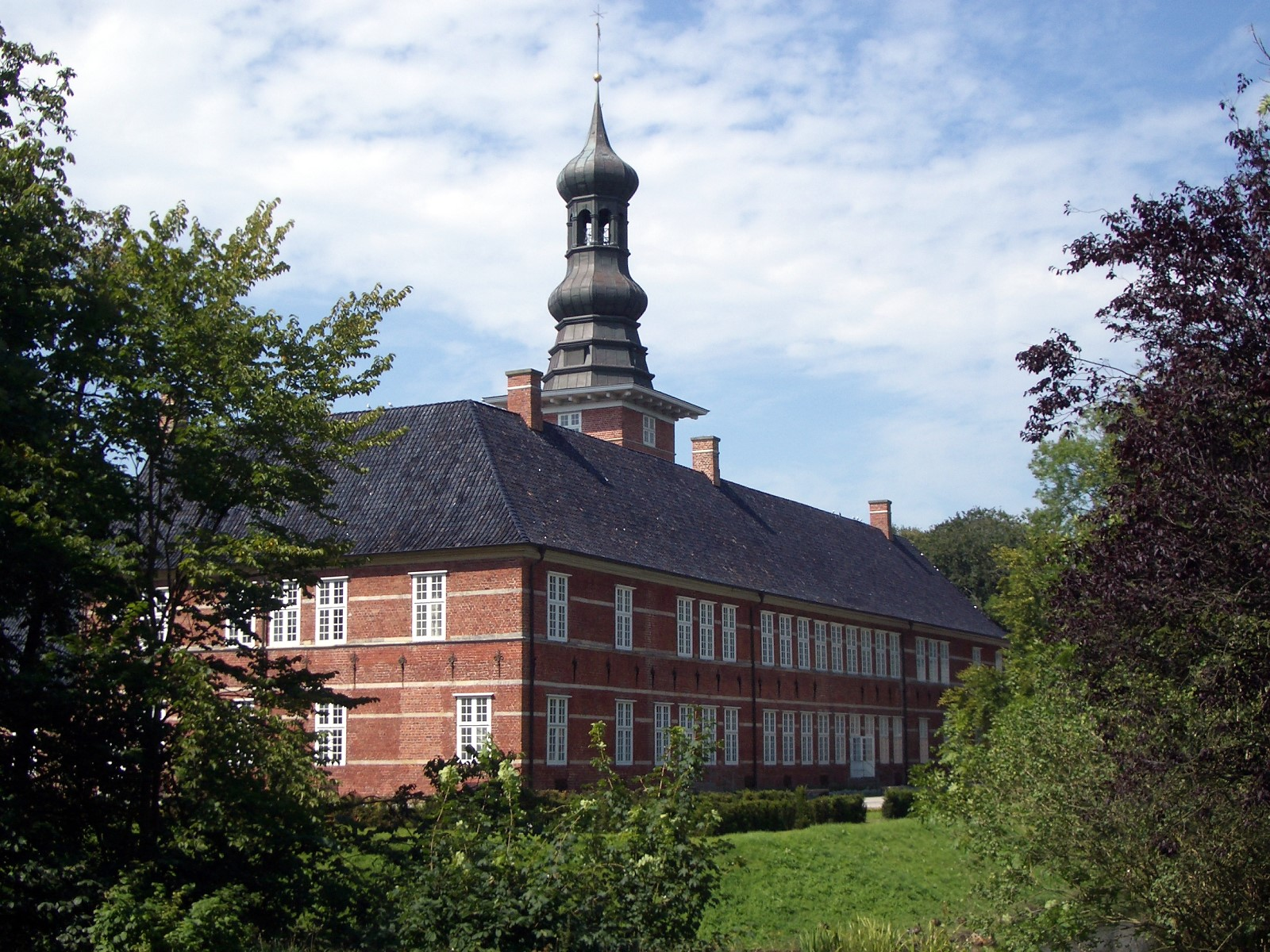
Das Schloss vor Husum, Blick auf die gartenseitigen Fassaden des südlichen Seiten- und des Mittelflügels

Reventlow wurde als fünftes von sechs Kindern des preußischen Landrats Ludwig Graf zu Reventlow (1824–1893) und dessen Frau Emilie, geb. Gräfin zu Rantzau (1834–1905), im Schloss vor Husum geboren, damals der Amtssitz des Landrats. Ihr Bruder Ernst Reventlow (1869–1943) war Marineoffizier, Schriftsteller, Journalist sowie deutschvölkischer und später nationalsozialistischer Politiker. Die Familie unterhielt freundschaftliche Beziehungen zu dem Schriftsteller Theodor Storm, damals Amtsrichter in Husum, und zur Familie des späteren Mitbegründers der Soziologie in Deutschland Ferdinand Tönnies.
In ihrem autobiografischen Roman Ellen Olestjerne (1903) beschreibt Reventlow die strenge Erziehung zur „höheren Tochter“ und zum jungen „Fräulein“ durch die Familie und das Altenburger Magdalenenstift, ein Mädchenpensionat in Thüringen, aus dem sie 1887 nach nur einem Schuljahr ausgeschlossen wurde. Vorübergehend bei ihrer Tante Fanny Gräfin zu Rantzau auf Kloster Preetz untergebracht erhielt sie privaten Malunterricht von Julie Heine. Nach der Pensionierung des Vaters zog die Familie 1889 nach Lübeck.
1890 trotzte sie ihren Eltern den Besuch des Roquetteschen privaten Lehrerinnenseminars ab, das sie 1892 mit der „Befähigung für den Unterricht an höheren und mittleren Mädchenschulen“ abschloss. Eine berufsvorbereitende Ausbildung war für eine adlige junge Frau zu dieser Zeit äußerst ungewöhnlich.
Durch ihren Freundeskreis, der sich als „Ibsen-Club“ zusammenfand und den „eine Aura von Geheimnis und Skandalträchtigkeit umgab“, wurde sie früh mit der modernen gesellschaftskritischen Literatur und den Schriften Nietzsches bekannt. Als ihre Eltern 1892 den heimlichen Liebesbriefwechsel mit ihrem lübischen Freund Emanuel Fehling (1873–1932) entdeckten, wurde sie zur „Besserung“ bei einer Pastorenfamilie auf dem Land, in Adelby bei Flensburg, untergebracht. Von dort floh sie 1893 zu Bekannten nach Wandsbek und überwarf sich dadurch für immer mit ihrer Familie. Der Besuch ihres im gleichen Jahr sterbenden Vaters wurde ihr verwehrt. In Wandsbek lernte sie ihren späteren Verlobten, den Hamburger Gerichtsassessor Walter Lübke, kennen, der ihr im Sommer desselben Jahres einen Aufenthalt in München als Studentin an der Malschule von Anton Ažbe finanzierte. Lübke und Reventlow heirateten 1894.

Die „Madonna mit dem Kinde“ – Franziska Gräfin zu Reventlow mit Sohn Rolf, 1898

Die Ehe erwies sich für Reventlow als Sprungbrett in die Freiheit. Als sie sich 1895 erneut nach München begab, um ihr Malstudium fortzusetzen, zerbrach die Ehe (Trennung 1895, Scheidung 1897), und Reventlow führte ein eigenständiges, wenn auch von dauernder finanzieller Not und Krankheit sowie mehreren Fehlgeburten gekennzeichnetes Bohèmeleben. Militär, Bürokratie, Aristokratie, den geld- und fortschrittsgläubigen, nationalistischen wilhelminischen Gründergeist, dem ihr Bruder Ernst anhing, verachtete sie ebenso wie die Erziehung junger Frauen zu „höheren Töchtern“.
Am 1. September 1897 wurde ihr Sohn Rolf († 12. Januar 1981 in München) geboren; den Namen des Vaters verschwieg sie zeitlebens. Ihren Unterhalt verdiente Reventlow zum Teil mit literarischen Übersetzungen für den Albert Langen Verlag und mit kleineren schriftstellerischen Arbeiten für Zeitschriften und Tageszeitungen (etwa für Die Gesellschaft, Simplicissimus, Neue Deutsche Rundschau, Frankfurter Zeitung, Münchner Neueste Nachrichten). Außerdem hatte sie nach etwas Schauspielunterricht 1898 ein kurzes Engagement am Theater am Gärtnerplatz und spielte vorübergehend im Akademisch-Dramatischen Verein des jungen Otto Falckenberg. Im Übrigen schlug sie sich mit Gelegenheitsjobs als Prostituierte, Sekretärin, Aushilfsköchin, Versicherungsagentin, Messehostess, Glasmalerin u. a. durch. Nicht wenige Einkünfte verdankte sie schließlich der Schnorrerei und den Spenden ihrer männlichen Bekanntschaften.

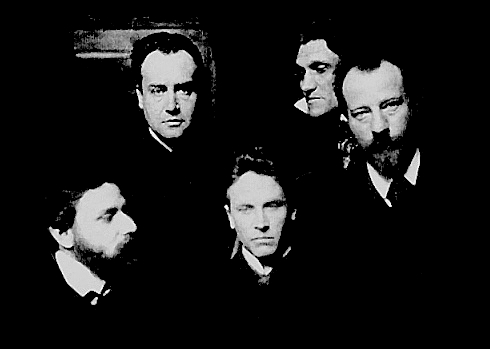
Die Kosmiker (v. l. n. r.): Karl Wolfskehl, Alfred Schuler, Ludwig Klages, Stefan George, Albert Verwey

Ihre Erfahrungen mit der Münchner Künstlerszene – vor allem mit dem „Kosmiker“-Kreis um Karl Wolfskehl, Ludwig Klages und Alfred Schuler, denen sie ihres unehelichen Kindes und ihrer erotischen Freizügigkeit wegen als „heidnische Madonna“ und „Wiedergeburt der antiken Hetäre“ galt – verarbeitete sie in ihrem humoristischen Schlüsselroman Herrn Dames Aufzeichnungen. Sie pflegte außerdem Umgang mit Oscar A. H. Schmitz, Theodor Lessing, Friedrich Huch, Erich Mühsam, Oskar Panizza, Rainer Maria Rilke, Marianne von Werefkin, Alexej von Jawlensky (dessen Malschule sie 1906 besuchte), Frank Wedekind und zahlreichen anderen Exponenten der „Münchner Moderne“, etwa dem Bildhauer Adolf von Hildebrand. Über diese Zeit, unter anderem über ihre zahlreichen Seitensprünge, erzählt sie in ihren Tagebüchern. Mit ihrem Sohn Rolf unternahm sie Reisen unter anderem nach Samos (1900 mit Albert Hentschel), Italien (1904, 1907) und Korfu (1906/1907).

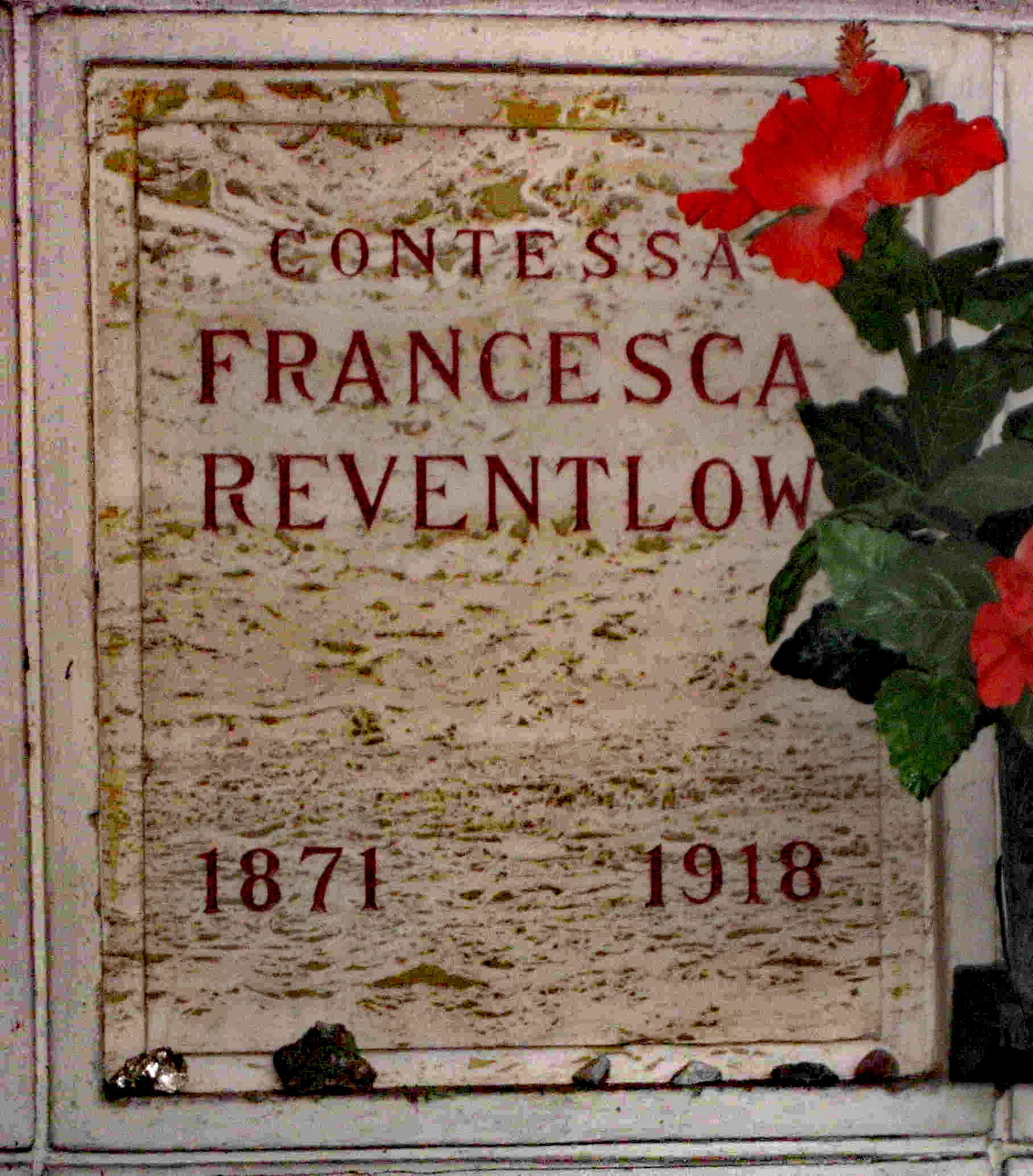
Grabstein von „Contessa Francesca Reventlow“ in Locarno

Im Oktober 1910 verließ sie München und lebte die folgenden Jahre in Ascona am Lago Maggiore, wo ihre „Schwabinger Romane“ entstanden. 1911 ging sie eine Scheinehe mit dem kurländischen Baron Alexander von Rechenberg-Linten (* 1868) ein, dessen Erbe von einer standesgemäßen Ehe abhing; sie verlor das so erworbene Vermögen von 20.000 Mark jedoch schon 1914 durch einen Bankenkrach. In diesem Zusammenhang stand sie 1914 unter anderem im Briefwechsel mit den Eheleuten Friedel und Friedrich Kitzinger, der Jurist war. 1916 zog sie nach Muralto am Lago Maggiore, nur wenige Kilometer von Ascona entfernt.
Am 26. Juli 1918 starb Franziska zu Reventlow im Alter von siebenundvierzig Jahren in einer Klinik in Locarno an den Folgen eines Fahrradsturzes. Die Grabrede hielt der Schriftsteller Emil Ludwig. Ihre Grabstätte befindet sich auf dem Friedhof der Kirche Santa Maria in Selva in Locarno.

„In Locarno am Lago Maggiore ist die Gräfin F. zu Reventlow gestorben, eine in der jungen Literaturwelt Münchens wohlbekannte Erscheinung. Ihr angestammtes Milieu des alten Holsteiner Geschlechts, ihre eingeengte Jugend und ihre Sehnsucht ins freie Leben hat sie in ihrem ersten (und besten) Roman ‚Ellen Olestjerne‘ veranschaulicht. Frei geworden, hat sie dann in München ihr Leben auf eigene freie Weise, ohne Rücksicht auf Herkunft und Herkommen gestaltet. Immer auf die eigene Note und die Haltung der Eigenverantwortlichkeit bedacht. Von den Uebersetzungen aus dem Französischen hat sie sich durch sehr kecke, leichtbeschwingte Bücher erholt, Thema: Münchener Bohemewelt und Liebesabenteuer – die Form: anmutigstes Eigengewächs. Ihre eigene halbe Misere hat sie in amüsanter Weise im ‚Geldkomplex‘ parodiert. Im Café Stephanie in München hat die übermütige Gräfin manche lustige Streiche aushecken helfen. Ihr schönster aber war, als sie, die Graziöse, in einem Frauenbuch, das Bilder und Unterschriften von Zeitgenossinnen sammelte, als korpulente Milchfrau mit entsprechender Handschrift auftauchte. Sie hatte einfach das Bild ihrer Milchfrau eingesandt und zur Erläuterung beigefügt, daß das Elend der Schriftstellerei sie zu diesem nahrhafteren Nebenberuf nötige.“

## Werk und Rezeption

### Charakterisierung

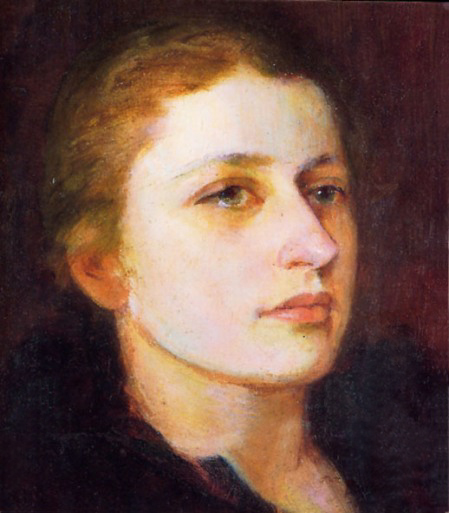
Franziska zu Reventlow, porträtiert 1901/02 von Marie von Geysow

Während Reventlows eigentliche künstlerische Ambitionen in der Malerei zu keinem nennenswerten Œuvre geführt haben, hat sie durch ihre schriftstellerischen Nebentätigkeiten ein einzigartiges Beispiel humoristisch-satirischer Literatur und ein wertvolles kulturgeschichtliches Zeugnis der Schwabinger Bohème hinterlassen. Ihre Romane und Novellen werden bis heute verlegt und gelesen.
Ihr autobiografischer Erstlingsroman Ellen Olestjerne (1903) kann noch als Bekenntnis- und Selbstfindungsbuch nach einem typischen Muster der Zeit (vgl. etwa Gabriele Reuters Aus guter Familie von 1895) gelten. Sie schrieb ihn auf Anregung (und fast möchte man sagen: unter Aufsicht) von Ludwig Klages als eine Art Eintrittskarte in den Kreis der „Befreiten“ (wie man die Bohémiens in München damals nannte) und verwendete dabei authentische Tagebucheinträge und den Liebesbriefwechsel mit Fehling aus ihrer Jugend in Lübeck. Später distanzierte sie sich allerdings von ihrem Erstlingswerk – und schon 1904 auch vom Kosmiker-Kreis in ihrem Schwabinger Beobachter.

Fotografie aus dem Jahr 1905

Mit ihren eher novellistisch angelegten Romanen und Erzählungen der 1910er Jahre betrat sie völlig neues Terrain. Der hier verwendete humoristische, artifiziell-leichte Plauderstil wurde handwerklich vorbereitet durch ihre Übersetzung von über vierzig meist französischen Gesellschaftsromanen (u. a. von Marcel Prévost) und durch die Witze, die sie für fünf Mark das Stück für das Satireblatt Simplicissimus schrieb. In den „Amouresken“ Von Paul zu Pedro (1912) stellte sie in Form eines Briefromans à la Liaisons Dangereuses eine Art Typenlehre erotischer Begegnungen in der Bohème auf. Ihr berühmtestes Buch ist der Schlüsselroman Herrn Dames Aufzeichnungen oder Begebenheiten aus einem merkwürdigen Stadtteil (1913), in dem die Streitigkeiten zwischen den auseinanderbrechenden „Fraktionen“ des Kosmiker-Zirkels mit dem Pathos eines Revolutionsberichts ironisch konterkariert werden. Der Roman bezieht sein humoristisches Potential vor allem aus der künstlich-naiven Sprecherposition des neutralen Beobachters „Herrn Dame“ (dahinter verbirgt sich der spätere Heidelberger Psychiater Hans Walter Gruhle). In Der Geldkomplex (1916) schließlich – nach der Titelseite „Meinen Gläubigern zugeeignet“ – lieferte Reventlow (wiederum in Briefform) eine schwankhaft-komische Reflexion auf die pekuniäre Dimension des Bohèmelebens und zugleich eine Parodie auf die Psychoanalyse. Kleinere Erzählungen des Schwabing-Genres erschienen zusammengefasst 1917 unter dem Titel Das Logierhaus zur Schwankenden Weltkugel und andere Novellen in der Reihe „Langens Markbücher“.
In Reventlows letztem Roman Der Selbstmordverein macht sich trotz aller Ironie auch ein melancholischer Zug bemerkbar, der einer allgemeineren Stimmung in der Zeit vor dem Ersten Weltkrieg entsprach, als die ehemaligen Bohème-Kreise Münchens und Berlins sich mehr und mehr zu reformatorisch-sektiererischen Zirkeln in Rückzugsgebieten (Monte Verità) wandelten oder zur politischen Aktion (Räterepublik) bekannten. Der Roman blieb unvollendet (als Fragment ediert 1925).
Annette Kolb erzählt in ihrem Buch Zarastro (1921) von einer Begegnung mit Reventlow ein Jahr vor deren Tod im Mai 1917:

„Ihr Zynismus kannte keine Grenzen, doch immer alles mit Grazie. Vom Schreiben wollte sie nichts mehr wissen […]. Ich sprach von ihren Schriften, und daß keine Bücher dieses leichten Kalibers mit ähnlicher Qualität geschrieben worden seien, so blaß, so spöttisch, so geistreich. Aber sie schüttelte den Kopf: es sei zu schwer.“

### Wirkungsgeschichte
Nicht nur in Ellen Olestjerne, auch in ihren späteren Werken verarbeitete Reventlow viel autobiografisches Material, was dazu führte, dass bisweilen alles, was in ihren literarischen Texten vorkommt, auf ihre Biografie übertragen wurde. So wurde etwa aufgrund der Erzählung Das gräfliche Milchgeschäft angenommen, sie habe zeitweilig als Milchverkäuferin gearbeitet – wofür jeder Beleg fehlt. Eine Anekdote über Reventlows „Investition“ in ein Milchgeschäft und ihr Scheitern als Milchhändlerin nach nur wenigen Wochen findet sich in Korfiz Holms Autobiographie.

Küche im Eckhaus in der Kaulbachstraße, München, ca. 1903/1904

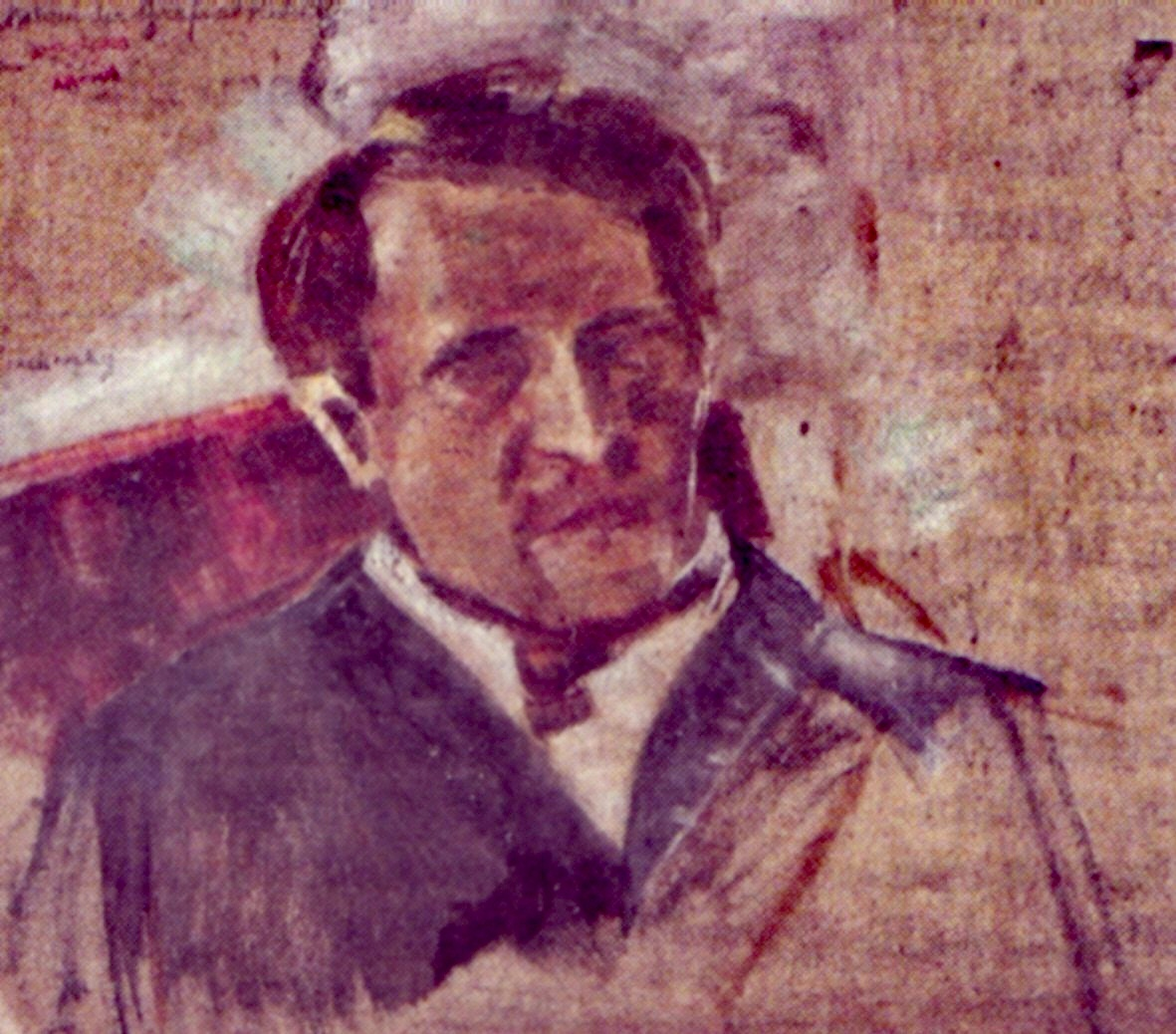
Bohdan von Suchocki, porträtiert von Franziska zu Reventlow

Das anhaltende Interesse an Reventlow galt entsprechend nicht nur ihrem literarischen Werk, sondern zum großen Teil genauso ihrer Person und Biografie, speziell ihren diversen Liebesbeziehungen (unter anderem zu Ludwig Klages, Karl Wolfskehl, Alfred Frieß, Walter Strich, dem Bruder des deutsch-schweizerischen Germanisten Fritz Strich, und Günther von Pechmann). Als die „Schwabinger Gräfin“ ging sie in die Geschichte der Münchner Moderne ein. Berühmt wurde ihre Wohngemeinschaft mit ihrem Freund Bohdan von Suchocki und Franz Hessel, dem „Financier“ des Ganzen, 1903–1906 im „Eckhaus“, in der Kaulbachstraße 63 (das damals vom Puppenspieler und Dekorationsmaler Adolf Lentner vermietete Haus steht nicht mehr).
In den 1970er/1980er Jahren wurde Reventlow wegen ihres unkonventionellen Lebens zu einer Ikone der sexuellen Revolution und Frauenemanzipation stilisiert. Reventlow selbst äußerte sich eher distanziert bis zynisch über die Frauenbewegung ihrer Zeit, wenngleich sie durchaus freundschaftliche Beziehungen zu einigen ihrer Vertreterinnen (wie Anita Augspurg und Helene Böhlau) unterhielt.

### Publikationsgeschichte

Tagebuchseite 1902

Die Schwiegertochter Else Reventlow gab 1925 eine einbändige Werkausgabe mit den Tagebüchern, Romanen und Erzählungen Reventlows heraus. Diese Ausgabe der Tagebücher in gekürzter, anonymisierter und literarisierter Form enthielt eine Reihe von Fehllesungen und Verfälschungen. 1928 folgte eine Edition von Briefen Reventlows in gekürzter und verschlüsselter Form. So wurden zum Beispiel die Briefe an Ludwig Klages der Herausgeberin vom Adressaten nicht im Original, sondern nur in einer von ihm selbst vorgenommenen Auswahl, radikal gekürzt und in neuer Reinschrift zur Verfügung gestellt.
Diese Erstpublikationen der autobiografischen Schriften wurden in revidierten und ergänzten, aber noch immer nicht originalgetreuen Fassungen 1971–1980 wieder aufgelegt. Manche Rücksichten auf um 1925/28 noch lebende Personen fielen nun weg, und deshalb konnten Anonymisierungen rückgängig gemacht werden. Die fiktionalisierende Gestaltung des Tagebuchs (beispielsweise durch Kapitelüberschriften) und seine mangelhafte Textgestalt (Auslassungen u. ä.) wurden beibehalten.
Weitgehend diese Fassung der Tagebücher wurde in die 2004 erschienene Werkausgabe in fünf Bänden aufgenommen. Die Briefe wurden für diese Ausgabe nur teilweise neu gelesen und textkritisch revidiert. Die wichtigste autobiografische Schrift, Reventlows Tagebuch, wurde erst 2006 authentisch ediert.
Reventlows Nachlass liegt im Literaturarchiv „Monacensia“ der Münchner Stadtbibliothek.

## Namensfragen
Reventlows Geburtsurkunde ist nicht erhalten. Der Taufregistereintrag in Husum gibt als Vornamen „Fanny, Liena [sic!], Wilhelmine, Sophie, Auguste, Adrienne“ an.
In Impfzeugnissen von 1872 und 1883 wird ihr Name als „Fanny, Sophie, Auguste, Liane, Adrienne, Wilhelmine Reventlow“ angegeben. In einem Zeugnis der Befähigung für den Unterricht an den mittleren und höheren Mädchenschulen von 1892 erscheint ihr Name mit leicht veränderter Reihenfolge als „Comtesse Fanny Liane Wilhelmine Sophie Auguste Adrienne zu Reventlow“.
Ab ihrer Zeit in München, also ab 1893, erscheint der Name „Franziska“, zuerst in den Briefen von Rainer Maria Rilke, der sie „Francisca“ nennt, dann bei Ludwig Klages, der die Variante „Franciska“ bevorzugt, worin Irene Weiser und Jürgen Gutsch in ihrer Ausgabe der Tagebücher einen „A[kt] ‚kultischer‘ Namensverleihung aus Veredelungsgründen“ sehen.
Briefe an den Jugendfreund Emanuel Fehling und an Paul Schwabe unterschrieb Reventlow weiterhin mit „Fanny“.
Als Autorenname verwendete sie in ihren Veröffentlichungen „F. Gräfin zu Reventlow“. Ihre beiden Essays, die in Oskar Panizza Zürcher Diskußjonen erschienen, tragen als Verfasserangabe „Fanny Gräfin zu Reventlow“, allerdings hat Panizza in einem Fall den Titel geändert und Reventlows Beiträge seiner Privatorthographie angepasst, nahm also durchaus den eigenen Sichtweisen und Präferenzen entsprechende Änderungen vor, so wie er es bevorzugte, in Reventlow eine „holsteinische Venus“ zu sehen statt einer „heidnischen Madonna“ wie Klages.
Reventlow selbst hat den Namen „Franziska“ gelegentlich verwendet, er erscheint zweimal in den Tagebüchern, sie gab ihn in ihrer Zeit als Schauspielschülerin an, wie aus einer Anschrift eines Briefes des Gärtnerplatztheaters ersichtlich ist, unterschrieb einen Lehrvertrag bei einem Kosmetik-Institut so, nannte ihn einem Münchner Adressbuchverlag und für ihren Eintrag in Kürschners Literaturkalender von 1898. Und dann fügte sie den diversen Namensvarianten eine weitere hinzu, indem sie eine Visitenkarte mit dem Namen „Franzizka“ drucken ließ und auch verwendete. Gebrauch und Akzeptanz der diversen Varianten durch Reventlow zeigen konsistent eine souveräne Gleichgültigkeit.
Immerhin soll sie gegen den ersten Vornamen „Fanny“, der auf sämtlichen offiziellen Dokumenten erscheint, zuletzt auf einer Abschrift der Sterbeurkunde von 1939, laut ihrer Schwiegertochter Else Reventlow zeitlebens eine Abneigung gehegt haben. Die von ihrem Sohn Rolf veranlasste Inschrift des Grabsteins lautet dann schließlich „Contessa Francesca Reventlow“. Das zeigt eine Präferenz für die „Franziska“-Variante jedenfalls bei den nächststehenden Personen.
Was die Familientradition betrifft, so gibt es neben Fanny Gräfin zu Rantzau, der Tante mütterlicherseits, eine Fanny von Reventlow (1832–1883), die auch als „Franziska von Reventlow“ erscheint, und Erzieherin der preußischen Prinzessin Viktoria war. Die Schreibung „zu Reventlow“ schließlich war in der Familie Reventlow ganz unüblich, nur Franziska und ihr Bruder Ernst schrieben sich so, ihr Vater und die übrige Verwandtschaft schrieb sich „von Reventlow“.
1925 erschienen dann die von Else Reventlow herausgegebenen Gesammelte Werke in einem Bande unter dem Namen „Franziska Gräfin zu Reventlow“ und seither ist es von wenigen Ausnahmen abgesehen bei der „Franziska“-Variante geblieben, bei den späteren Ausgaben der Werke, Briefe und Tagebücher und bei den Biographien von Brigitta Kubitschek (1998), Ulla Egbringhoff (2000) und zuletzt Kerstin Decker (2018). Irene Weiser und Jürgen Gutsch, die in ihrer Tagebücher-Ausgabe die Namensfrage ausführlich erörtern, wählten für den Titel der Edition dann ebenfalls die „Franziska“-Variante. Sie vermuten, der Wechsel von „Fanny“ zu „Franziska“ sei durch unerwünschte Assoziationen motiviert gewesen. Da ist in Bayern und Österreich der Vorname „Fanny“ mit der dienstbotenhaften Verniedlichungsform „Fannerl“, im Englischen die anrüchige Namensträgerin Fanny Hill und natürlich „fanny“ als Slangbezeichnung für die Vulva beziehungsweise das Hinterteil.

## Würdigungen
Im Herzoginnengarten des Schlosses vor Husum erinnert seit 2016 ein Kunstwerk von Elsbeth Arlt an Franziska zu Reventlow. Vier aus einem Stück gebrochene Blöcke aus Jura-Marmor zeigen ihr Lebensmotto Alles möchte ich immer.

## Bibliographie

### Einzelveröffentlichungen zu Lebzeiten

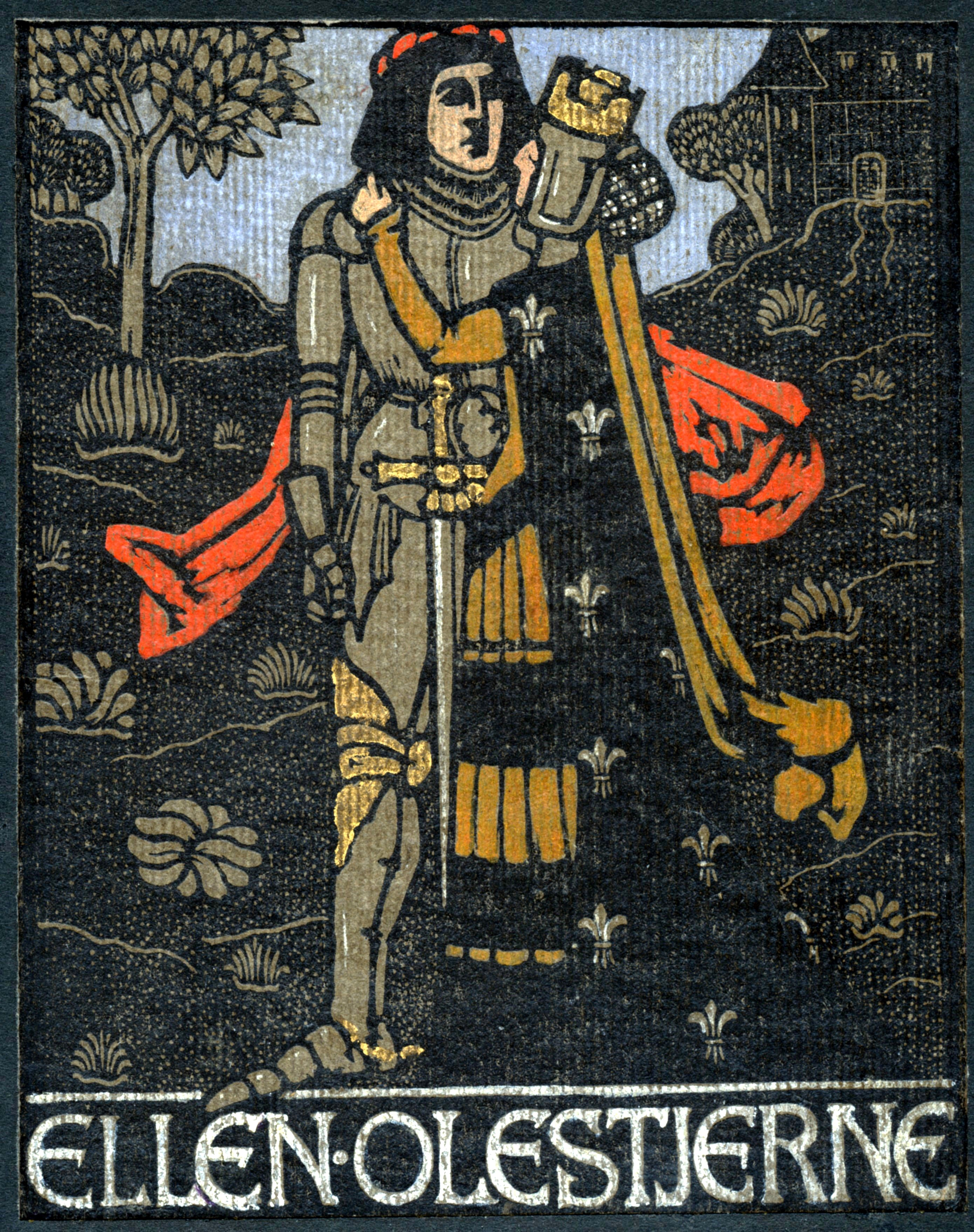
Ellen Olestjerne, Erstausgabe 1903

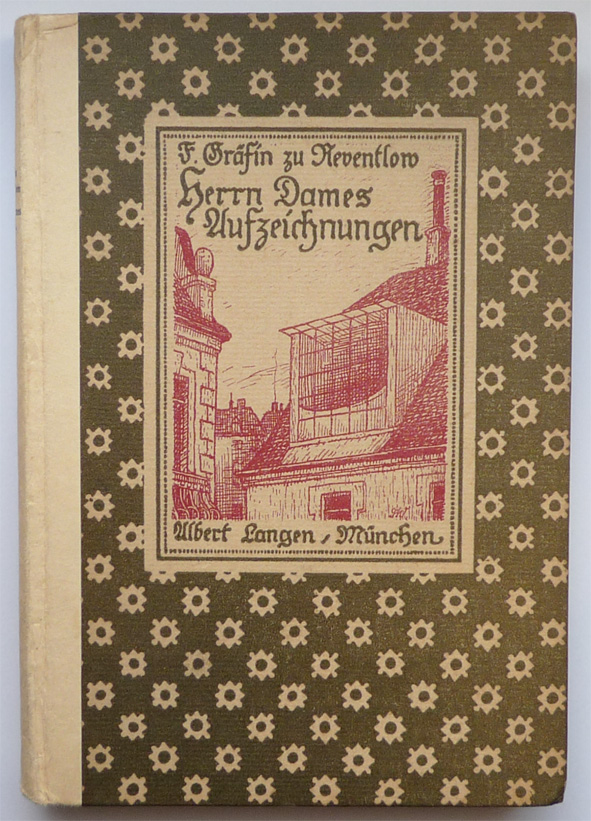
Herrn Dames Aufzeichnungen – Originalausgabe, Albert Langen, München 1913

- Ellen Olestjerne. J. Marchlewski, München 1903. Zahlreiche Neuausgaben, zuletzt neu herausgegeben mit einem ausführlichen Nachwort von Arno Bammé und Thomas Steensen, Husum 2014, ISBN 978-3-89876-721-7.
- Von Paul zu Pedro. Amouresken. Langen, München 1912.
- Herrn Dames Aufzeichnungen oder Begebenheiten aus einem merkwürdigen Stadtteil. Langen, München 1913.
- Der Geldkomplex. Roman. Langen, München 1916.
- Das Logierhaus zur Schwankenden Weltkugel und andere Novellen. Langen, München 1917.

### Unselbständige Veröffentlichungen
- Eine Uniform. Erzählung. In: Husumer Nachrichten, 7. Januar 1893.
- Nach Jahren. Erzählung. In: Husumer Nachrichten, 13. Mai 1893.
- Warum?. Erzählung. In: Husumer Nachrichten, 4. November 1893.
- Moment-Aufnahmen: Leben, Nachtarbeit, Frühschoppen, Mein Fenster. Skizzen. In: Husumer Nachrichten, 10. Dezember 1894.
- Ein Bekenntnis. Erzählung. In: Die Gesellschaft, herausgegeben von Michael Georg Conrad, 10. Jg., 1894, 1. Quartal.
- Meine Frau ist Malerin. Humoreske aus dem Eheleben. In: Husumer Nachrichten, 10., 13. und 15. November 1894.
- Vater. Erzählung. In: Simplicissimus, München (Albert Langen) 1. Jg., Nr. 5, 1896.
- Wahnsinn. Erzählung. In: Simplicissimus, München (Albert Langen) 1. Jg., Nr. 7, 16. Mai 1896.
- Christus. Ein Interview. In: Franziska zu Reventlow, Otto Eugen Thossan: Klosterjungen. Humoresken. Wigand, Leipzig 1897.
- Erinnerungen an Theodor Storm. Essay. In: Frankfurter Zeitung, Abendblatt, Frankfurt am Main, Nr. 71, 12. März 1897.
- Das gräfliche Milchgeschäft. Erzählung. In: Neue Rundschau, 8. Jg., 3./4. Quartal, 1897.
- Das Jüngste Gericht. Erzählung. In: Simplicissimus, München (Albert Langen) 1. Jg., Nr. 41, 9. Januar 1897.
- Das allerjüngste Gericht. Erzählung. In: Simplicissimus, München (Albert Langen) 1. Jg., Nr. 49, 6. März 1897.
- Ultimo. Eine dreistöckige Episode. Erzählung. In: Simplicissimus, München (Albert Langen) 2 Jg., Nr. 8, 1897, S. 58f.
- Das Männerphantom der Frau. Essay. In: Zürcher Diskußionen, herausgegeben von Oskar Panizza, 1. Jg., Nr. 6, 1898.
- Viragines oder Hetären. Essay. In: Zürcher Diskußionen, herausgegeben von Oskar Panizza, 2. Jg., Nr. 22, 1899.
- Erziehung und Sittlichkeit. Essay. In: Otto Falckenberg: Das Buch von der Lex Heinze. Ein Kulturdokument aus dem Anfange des 20. Jahrhunderts. Leipzig 1900.
- Krank. Erzählung. Entstanden um 1900. Erstdruck in: Gesammelte Werke in einem Bande, herausgegeben von Else Reventlow, München (Albert Langen) 1925.
- zusammen mit Franz Hessel, Oscar A. H. Schmitz, Roderich Huch: Schwabinger Beobachter. München, 1904 (anonymes Pamphlet auf die „Kosmiker“, hektografiert und heimlich in die Briefkästen gesteckt). Neuausgaben:
  - Privatdruck, München 1941. Hrsg. von Rolf von Hoerschelmann
  - In: Richard Faber: Männerrunde mit Gräfin. Die „Kosmiker“ Derleth, George, Klages, Schuler, Wolfskehl und Franziska zu Reventlow. Mit einem Nachdruck des „Schwabinger Beobachters“. Lang, Frankfurt am Main 1994, ISBN 3-631-46554-8.
  - In: Sämtliche Werke Band 5. Gedichte, Skizzen, Novellen, Aufsätze, Kritisches, Schwabinger Beobachter, Übersetzung. Igel Verlag 2004, ISBN 3-89621-190-0 (Auszug).
- Tot. Erzählung. In: Simplicissimus, München (Albert Langen) 16. Jg., Nr. 19, 7. August 1911, Beiblatt (in den Gesammelten Werken von 1925 ist diese Erzählung unter dem Titel Der Tod erschienen)-
- Wir Spione. Erzählung. In: Simplicissimus, München (Albert Langen) 20. Jg., Nr. 32, 9. November 1915.
- Der feine Dieb. Erzählung. In: Simplicissimus, München (Albert Langen) 21. Jg., Nr. 28, 10. Oktober 1916.
- Das Logierhaus „Zur schwankenden Weltkugel“. Erzählung. In: Das Logierhaus „Zur schwankenden Weltkugel“. Novellen und Skizzen, München (Albert Langen) 1917.
- Das polierte Männchen. Erzählung. In: Das Logierhaus „Zur schwankenden Weltkugel“. Novellen und Skizzen, München (Albert Langen) 1917.
- Der Herr Fischötter. Erzählung. In: Das Logierhaus „Zur schwankenden Weltkugel“. Novellen und Skizzen, München (Albert Langen) 1917.
- Spiritismus. Erzählung. In: Das Logierhaus „Zur schwankenden Weltkugel“. Novellen und Skizzen, München (Albert Langen) 1917.
- Die Silberwanze. Erzählung. In: Das Logierhaus „Zur schwankenden Weltkugel“. Novellen und Skizzen, München (Albert Langen) 1917.
- Das feindselige Gepäck. Erzählung. In: Das Logierhaus „Zur schwankenden Weltkugel“. Novellen und Skizzen, München (Albert Langen) 1917.
- Der Selbstmordverein. Romanfragment. In: Gesammelte Werke in einem Bande. Hrsg. und eingeleitet von Else Reventlow. Langen, München 1925.
- Erziehung und Sittlichkeit. Essay. In: Autobiographisches. Hrsg. v. Else Reventlow. Langen-Müller, München 1980.
- Totenfeier. Erzählung. In: Autobiographisches. Hrsg. v. Else Reventlow. Langen-Müller, München 1980.

### Werk- und Sammelausgaben
- Gesammelte Werke in einem Bande. Hrsg. und eingeleitet von Else Reventlow. Langen, München 1925 (enthält die Tagebücher 1897–1910 und das Romanfragment Der Selbstmordverein in erster Ausgabe).
- Romane. Hrsg. v. Else Reventlow. Langen-Müller, München und Wien 1976, ISBN 3-7844-1645-4.
- Autobiographisches. Hrsg. v. Else Reventlow. Nachwort Wolfdietrich Rasch. Langen-Müller, München 1980, ISBN 3-7844-1676-4.
- Sämtliche Werke, Tagebücher und Briefe in fünf Bänden. Hrsg. von Michael Schardt u. a. Igel, Oldenburg 2004, ISBN 3-89621-190-0.
  - Band 1: Romane 1. Mit einem Nachwort herausgegeben von Karin Tebben. ISBN 3-89621-191-9 (enthält: Ellen Olestjerne, Von Paul zu Pedro).
  - Band 2: Romane 2. Mit einem Nachwort herausgegeben von Andreas Thomasberger. ISBN 3-89621-192-7 (enthält: Herrn Dames Aufzeichnungen oder Begebenheiten aus einem merkwürdigen Stadtteil, Der Geldkomplex, Der Selbstmordverein).
  - Band 3: Tagebücher 1886 bis 1910. Mit einem Nachwort herausgegeben von Brigitta Kubitschek. ISBN 3-89621-193-5.
  - Band 4: Briefe 1890 bis 1917. Mit einem Nachwort herausgegeben von Martin-M. Langner. ISBN 3-89621-194-3.
  - Band 5: Gedichte, Skizzen, Novellen, Aufsätze, Kritisches, Schwabinger Beobachter, Übersetzung. Mit einem Nachwort herausgegeben von Baal Müller. ISBN 3-89621-195-1.
- Die Kehrseite des deutschen Wunders. Franziska zu Reventlow und der Erste Weltkrieg. Hrsg. von Kristina Kargl und Waldemar Fromm. Volk-Verlag, München 2018, ISBN 978-3-86222-270-4.

### Briefe
- Briefe. Hrsg. v. Else Reventlow. A. Langen, München 1928 (datiert auf 1929).
- Briefe 1890–1917. Hrsg. v. Else Reventlow, mit einem Nachwort von Wolfdietrich Rasch. München 1975, ISBN 3-7844-1526-1.
- Jugendbriefe. Hrsg. von Heike Gfrereis. Hatje, Stuttgart 1994, ISBN 3-7757-0507-4.
- „Wir üben uns jetzt wie Esel schreien …“ Briefwechsel mit Bohdan von Suchocki 1903–1909. Hrsg. von Irene Weiser, Detlef Seydel und Jürgen Gutsch. Stutz, Passau 2004, ISBN 3-88849-205-X.
- Unveröffentlichte Briefe von Franziska Gräfin zu Reventlow an Anna Petersen und an Ferdinand Tönnies. Hrsg. von Heide Hollmer und Kornelia Küchmeister. In: Nordelbingen. Band 77. Boyens, Heide 2008, ISBN 3-8042-0738-3.
- An Ihnen liebe ich Alles, der Briefwechsel zwischen Franziska zu Reventlow und Michael Georg Conrad. Hrsg. Harald Beck. In: Freunde der Monacensia e. V. Jahrbuch 2021, S. 106–128.

### Tagebücher
- Tagebücher 1895–1910. Hrsg. v. Else Reventlow. Langen-Müller, München 1971.
- „Wir sehen uns ins Auge, das Leben und ich“, F. Gräfin zu Reventlow, Tagebücher 1895–1910. Aus dem Autograf textkritisch neu hrsg. und kommentiert von Irene Weiser und Jürgen Gutsch. Stutz, Passau 2006, ISBN 3-88849-208-4 (3. Auflage 2011).

### Übersetzungen
Reventlow hat vorwiegend aus dem Französischen, aber auch aus dem Norwegischen und Englischen übersetzt. Die folgende Aufstellung ist geordnet nach Sprache, Autor und Titel.
Wo nicht anders vermerkt, sind alle Übersetzungen im Verlag Albert Langen, München erschienen.
Aus dem Französischen
Georges Ancey:
- Die Hochwürdigen (= Ces Messieurs). München 1903.[29]

Tristan Bernard:
- Ein sanftes Männchen. Roman (= Un mari pacifique). München 1903.
- Ein Musterjüngling. Roman (= Les mémoires d'un jeune homme rangé). München 1902.

Jules Case:
- Die sieben Gesichter (= Les sept visages). München 1900.[30]
- Liebesgeplänkel. Zwei Novellen. München 1900.
- Maximilienne. Roman (= Maximilienne). München 1901.
- Die Sklavin. Roman (= La vasalle). München 1899.

Anatole France:
- Anno zwei und andere Novellen. München 1902.
- Balthasar und andere Novellen (= Balthasar). München 1922 (France: Gesammelte Schriften. Die Novellen. Bd. 3).
- Bienchen. Ein Märchen (= Abeille). München 1900.
- Das erbetene Todesurteil. in: Anatole France: Thais, Blaubart, Crainquebille und andere Erzählungen. Leipzig 1971 (Sammlung Dieterich, Bd. 342), S. 17–20.
- Der Gaukler unserer lieben Frau und anderes (= Le jongleur de Notre-Dame). München 1901.[31]
- Gestas. in: Anatole France: Thais, Blaubart, Crainquebille und andere Erzählungen. Leipzig 1971 (Sammlung Dieterich, Bd. 342), S. 231–238.
- Madame de Luzy. Novelle (= Madame de Luzy). In: Musarion Almanach 1920. München 1920, S. 19–24.
- Morgenröte. in: Anatole France: Thais, Blaubart Crainquebille und andere Erzählungen. Leipzig 1971 (Sammlung Dieterich, Bd. 342), S. 7.
- Die Perlmutterdose. Novellen (= L'étui de nacre). in: Anatole France: Gesammelte Schriften. Die Novellen. Bd. 4, München 1920.
- Revolutionsgeschichten (= Les nouvelles révolutionaires). München 1908 (Kleine Bibliothek Langen, Bd. 95).
- Das rote Ei und anderes (= L'œuf rouge). München 1900.
- Die rote Lilie. Roman (= Le lys rouge). München 1899.[32]
- Der Statthalter von Judäa und anderes (= Le procurateur de Judée). München 1910.
- Die Tochter Liliths. in: Anatole France: Thais, Blaubart, Crainquebille und andere Erzählungen. Leipzig 1971 (Sammlung Dieterich, Bd. 342), S. 21–36.

Abel Hermant:
- Die tolle Marquise (= Les confidences d'une aleule). Leipzig 1898.

Jeanne Marni:
- Stille Existenzen (= Celles qu'on ignore). Paris 1899.

Guy de Maupassant:
- Bauern. Novellen. München 1898.
- Bauerngeschichten. München 1908 (Kleine Bibliothek Langen, Bd. 93).
- Das Brillanthalsband und andere Novellen. München 1898.
- Neue Bauerngeschichten. München 1908 (Kleine Bibliothek Langen, Bd. 94).
- Schwarz-Braun-Blond. Novellen. München 1898.
- Tag- und Nachtgeschichten (= Contes du jour et de la nuit). München 1899.

Marcel Prévost:
- Auf Liebeswogen. Novellen. München 1899 (Kleine Bibliothek Langen, Bd. 24).
- Der blinde Klavierstimmer. Roman (= L'accordeur aveugle). München 1906.
- Camilla. Mademoiselle Jaufre. Roman (= Mademoiselle Jaufre). München 1898.
- Don Juans Frau. Roman. München 1908.
- Französinnen. Novellen. München 1909.
- Die Fürstin von Ermingen. Roman (= La Princesse d’Erminge). München 1905.
- Eine glückliche Ehe (= L'heureux ménage). 2 Bände. München 1900.
- Die junge Frau (= Lettres à Françoise mariée). München 1909.
- Die Jungfrau (= Lettres à Françoise). München 1902.
- Lea. Roman (= Léa). München 1901.
- Liebesbeichte. Roman (= La Confession d’un amant). München 1898.
- Liebesgeschichten. Novellen. München 1898.
- Ophelia in der Provinz. Poupette. 2 Novellen. München [1910].
- Nimba. Novelle (= Nimba). München 1898 (Kleine Bibliothek Langen, Bd. 14).
- Eine Pariser Ehe. München 1898.
- Pariser Ehemänner. Skizzen. München 1898.
- Revanche. Skizzen (= Revanche). München 1900 (Kleine Bibliothek Langen, Bd. 25).
- Starke Frauen. Roman (= Les Vierges fortes). München 1900.
- Unter uns Mädchen (= Lettres de femmes). München 1900.
- Vom Weiblichen überall (= Féminités). München 1911.

Emile Zola:
- Die Wasser steigen und andere Novellen (= L'inondation). München 1900 (Kleine Bibliothek Langen, Bd. 27).

Aus dem Norwegischen
Bernt Lie:
- Ein Sturmvogel. Roman (= Vildfugl). München 1901.

Aus dem Englischen
John De Kay:
- Die Welt-Allianz. Ein Überblick über Nationalismus, Arbeit und Welthandel und ein Weg, um der Lohnsklaverei und dem Krieg ein Ende zu machen (= The World Allies: A Survey of Nationalism, Labour and World-trade). Ernst Kuhn, Bern/Biel/Zürich 1918.